# Canton d'Ambrières-les-Vallées
Le canton d'Ambrières-les-Vallées est une ancienne division administrative française située dans le département de la Mayenne et la région Pays de la Loire.

## Géographie
Ce canton était organisé autour d'Ambrières-les-Vallées dans l'arrondissement de Mayenne. Son altitude variait de 87 m (La Haie-Traversaine) à 285 m (Chantrigné) pour une altitude moyenne de 121 m.

## Histoire
Le canton s'appelait Ambrières-le-Grand jusqu'à la fin des années 1960.

## Représentation

### Conseillers généraux de 1833 à 2015
| Période | Période      | Identité                                      | Étiquette   | Qualité                                                                                                  |
| ------- | ------------ | --------------------------------------------- | ----------- | --- |
| 1833    | 1835 (décès) | René Morice (1789-1835)                       |             | Médecin, maire d'Ambrières                                                                               |
| 1835    | 1848         | Constant Lemarchand                           |             | Juge de paix à Mayenne (1839-1879)                                                                       |
| 1848    | 1869         | Maurice-Zacharie Morice (fils de René Morice) |             | Propriétaire, maire d'Ambrières                                                                          |
| 1869    | 1895         | "Louis" Marie-Jean Trippier de Lagrange       | Droite      | Lieutenant de louveterie, propriétaire, maire de Vaucé                                                   |
| 1895    | 1913         | Émile Martin                                  | Républicain | Maire d'Ambrières                                                                                        |
| 1913    | 1931         | Jules Lebrun                                  | Républicain | Médecin, maire d'Ambrières                                                                               |
| 1931    | 1940         | Louis Pollet (1872-1953)                      | URD         | Propriétaire, maire de Cigné, conseiller d'arrondissement                                                |
|         |              |                                               |             | |
| 1945    | 1959 (décès) | Yves Branchereau                              | MRP         | Pharmacien, maire d'Ambrières                                                                            |
| 1959    | 1973         | René Tézé                                     | DVD         | Distillateur, maire d'Ambrières                                                                          |
| 1973    | 1992         | Victor Jousset                                | DVD         | Géomètre-expert, maire d'Ambrières-les-Vallées (1971-1995)                                               |
| 1992    | 2004         | Louis Derouault                               | DVD         | Cultivateur, maire de Chantrigné (1978-2008)                                                             |
| 2004    | 2011         | Dominique Collet                              | DVD         | Assureur, maire d'Ambrières-les-Vallées depuis 1995, président de la CdC du Bocage mayennais             |
| 2011    | 2015         | Guy Ménard                                    | DVD         | Directeur d’établissement de formation professionnelle, premier adjoint au maire d'Ambrières-les-Vallées |

### Conseillers d'arrondissement (de 1833 à 1940)
| Période                                  | Période | Identité                            | Étiquette               | Qualité |
| ---------------------------------------- | ------- | ----------------------------------- | ----------------------- | --- |
| 1833                                     | 1842    | M. Michel                           |                         | Propriétaire à Ambrières                                                                                    |
| 1842                                     | 1852    | Romain Girard                       |                         | Juge au tribunal de Mayenne, élu conseiller général du canton de Mayenne-Est                                |
|                                          |         |                                     |                         | |
| 1855                                     | 1871    | Guillaume Trippier (de) Laubrières  |                         | Maire de Saint-Mars-sur-Colmont                                                                             |
| 1871                                     | 1877    | Ernest Antoine Quettier (1831-1895) |                         | Maitre d'hôtel à Ambrières                                                                                  |
| 1877                                     | 1892    | Louis Koch-Foccart (1840-1916)      | Conservateur            | Propriétaire du château du Tertre à Ambrières                                                               |
| 1892                                     | 1998    | Joseph Robieu                       | Républicain             | Pharmacien, adjoint au maire d'Ambrières                                                                    |
| 1898                                     | 1910    | Louis Koch-Foccart                  | Conservateur            | Propriétaire, maire d'Ambrières                                                                             |
| 1910                                     | 1913    | Jules Lebrun                        | Républicain             | Médecin, maire d'Ambrières                                                                                  |
| 1913                                     | 1931    | Louis Pollet                        | URD                     | Propriétaire, maire de Cigné                                                                                |
| 1931                                     | 1934    | Auguste Couillard (1881-1948)       | Radical anticartelliste | Éleveur, maire de Chantrigné                                                                                |
| 1934                                     | 1940    | Julien Chevrier (1884-1974)         | Union nationale         | Médecin à Ambrières                                                                                         |
| 1940                                     |         |                                     |                         | Les conseils d'arrondissement ont été suspendus par la loi du 12 octobre 1940 et n'ont jamais été réactivés |
| Les données manquantes sont à compléter. |         |                                     |                         | |

Source : Répertoire numérique des annuaires administratifs de la Mayenne. https://archives.lamayenne.fr/archives-en-ligne/ead.html?id=FRAD053_2NUM242&c=FRAD053_2NUM242_e0000017&qid=

Le canton participe à l'élection du député de la troisième circonscription de la Mayenne.

## Composition

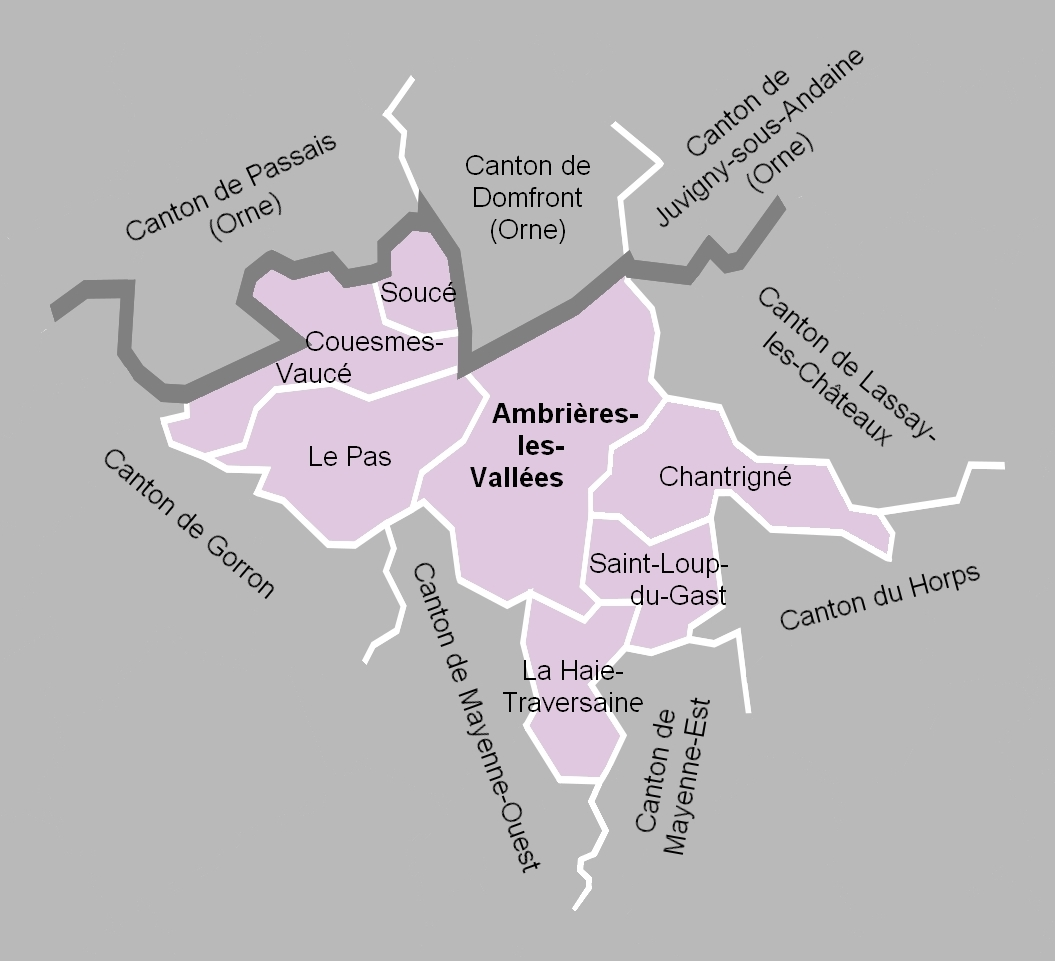
La carte des communes du canton. Les cantons limitrophes étaient ceux de Passais, de Domfront, de Juvigny-sous-Andaine, de Lassay-les-Châteaux, du Horps, de Mayenne-Est, de Mayenne-Ouest et de Gorron.

Le canton d'Ambrières-les-Vallées comptait 5 358 habitants en 2012 (population municipale) et groupait sept communes :
- Ambrières-les-Vallées ;
- Chantrigné ;
- Couesmes-Vaucé ;
- La Haie-Traversaine ;
- Le Pas ;
- Saint-Loup-du-Gast ;
- Soucé.

À la suite du redécoupage des cantons pour 2015, toutes les communes à l'exception de La Haie-Traversaine sont rattachées au canton de Gorron. La Haie-Traversaine est intégrée au canton de Lassay-les-Châteaux.

### Anciennes communes
La commune de Vaucé, associée à Couesmes-en-Froulay pour former la commune de Couesmes-Vaucé le 1er janvier 1973, puis absorbée le 1er janvier 2014, était la seule commune supprimée, depuis la création des communes sous la Révolution, incluse dans le territoire actuel du canton d'Ambrières-les-Vallées,.
Le canton comprenait également une commune associée :
- Cigné, associée à Ambrières-le-Grand depuis le 1er janvier 1972. La commune résultant de l'association prend le nom d'Ambrières-les-Vallées.

Créée en 1864, à partir du territoire d'Oisseau (canton de Mayenne-Ouest), la commune de La Haie-Traversaine intègre l'association d'Ambrières-les-Vallées en même temps que Cigné, en 1972, mais reprend son indépendance le 1er janvier 1987.

## Démographie
| 1975  | 1982  | 1990  | 1999  | 2006  | 2011  | 2012  |
| ----- | ----- | ----- | ----- | ----- | ----- | ----- |
| 5 403 | 5 229 | 5 336 | 5 294 | 5 318 | 5 356 | 5 358 |